# Øresundshønsetarm
Øresunds-Hønsetarm (Cerastium subtetrandrum) er en etårig plante med op til 10 cm lange ægformede blade og små hvide blomster som blomstrer fra maj til juni. I Danmark er den en sjælden art, som kun vokser på Amager og Saltholm, men har tidligere været kendt mellem København og Helsingør. Den er regnet som en truet art på den danske rødliste.

## Klassifikation
Plantae (Planteriget) Række :Magnoliophyta (Dækfrøede) Klasse :Magnoliopsida (Tokimbladede) Orden :Caryophyllales (Nellikeordenen) Familie :Caryophyllaceae (Nellikefamilien) Slægt :Cerastium (Cerastium)